# Stora Blackesjön (Långareds socken, Västergötland)
Stora Blackesjön är en sjö i Alingsås kommun i Västergötland och ingår i Göta älvs huvudavrinningsområde. Sjön är 7,1 meter djup, har en yta på 0,039 kvadratkilometer och befinner sig 140 meter över havet.